# Astracantha alexandri
Astracantha alexandri är en ärtväxtart som först beskrevs av Sirj., och fick sitt nu gällande namn av Dieter Podlech. Astracantha alexandri ingår i släktet Astracantha och familjen ärtväxter. Inga underarter finns listade i Catalogue of Life.